# Baryphyma
Baryphyma là một chi nhện trong họ Linyphiidae.